# Araki - The Killing of a Japanese Photographer
Araki - The Killing of a Japanese Photographer er en animationsfilm fra 2002 instrueret af Anders Morgenthaler efter eget manuskript.

## Handling
Anders Morgenthalers afgangsfilm er et tydeligt forstudie til debutspillefilmen 'Princess' og handler om en psykotisk mand, der forsøger at forsvare sin afdøde søsters ære. Han betragter sig selv som en hævner, der skal bekæmpe råddenskaben i samfundet. Råddenskaben er sex-industrien, og hævneren har udset sig den seksuelt ekstreme japanske fotokunstner Araki som syndebuk. I sit korstog mod Araki slår hævneren et utal af uskyldige mennesker ihjel - blandt dem datteren til hans afdøde søster.